# Amorpheae
Amorpheae — триба квіткових рослин з родини бобових (Fabaceae). Він зустрічається від Мексики до Аргентини. У молекулярно-філогенетичному аналізі ця триба послідовно визнається монофілетичною. Вважається, що триба виникла 36.9 ± 3.0 Ma (в еоцені). Триба демонструє наступні морфологічні синапоморфії: «епідермальні залози по всьому тілу рослини; сухі однонасінні плоди, що не розкриваються; і кінцеві суцвіття».

## Роди
- Amorpha L. (крутик)
- Apoplanesia C. Presl
- Errazurizia Phil.
- Eysenhardtia Kunth
- Parryella Torr. & A. Gray
- Dalea L.
- Marina Liebm.
- Psorothamnus Rydb.